# Transport routier en Iran
Les principales autoroutes iraniennes se trouvent à Teheran et sont de fait des autoroutes urbaines.  

## Province de Teheran

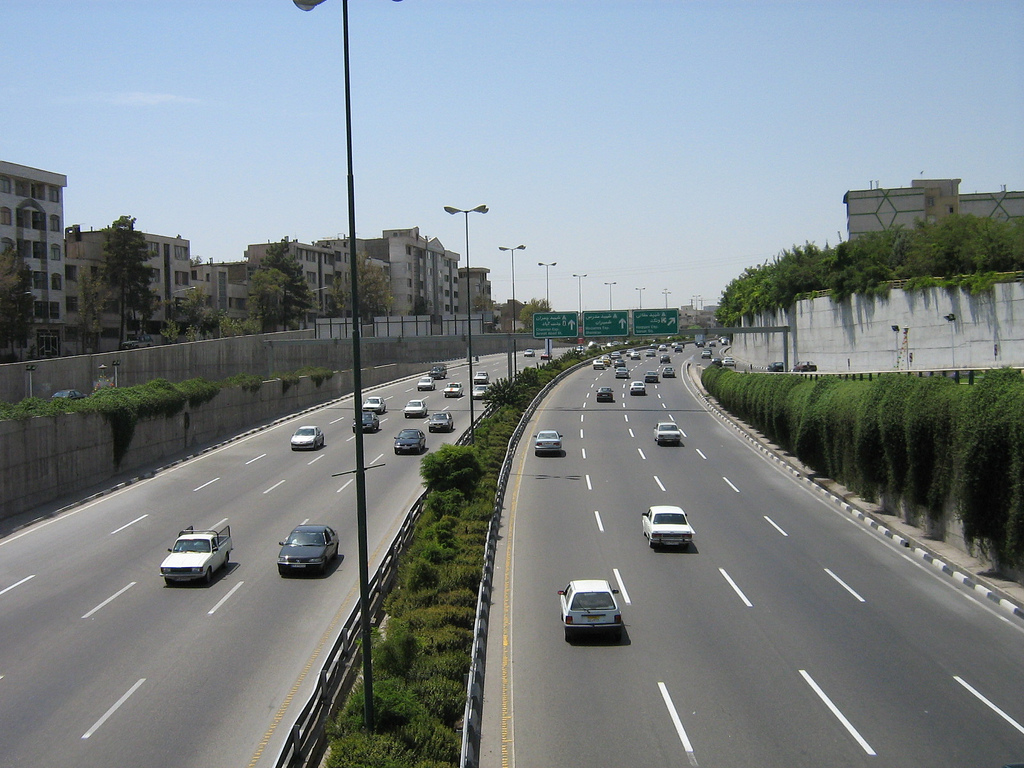
autoroute d'Hemmat

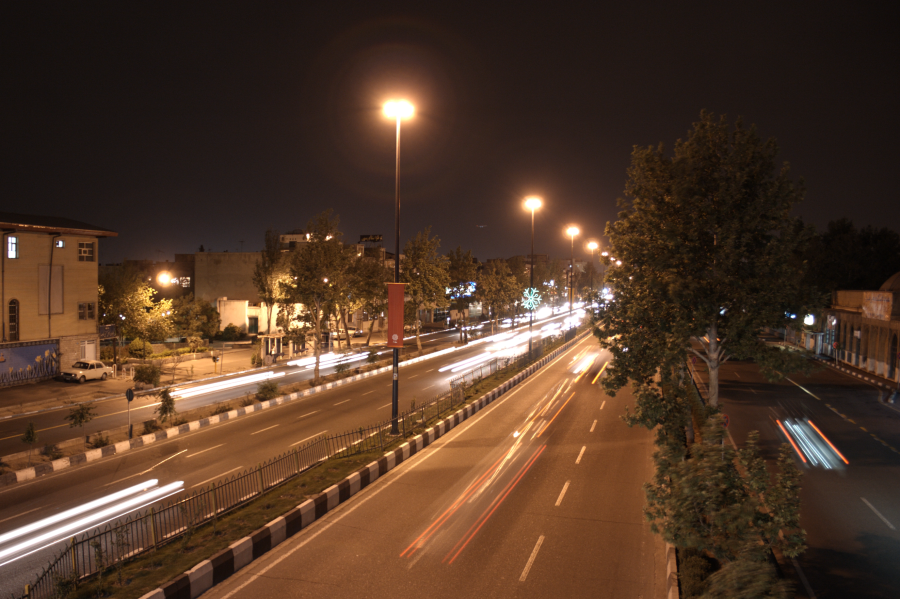
avenue Azadi

- Hemmat Highway
- Resalat Highway
- Iranpars
- Navvab Highway
- Tehran-Shomal Highway
- Azadegan Highway
- Niayesh Highway
- Kordestan Highway
- Sheikh Fazlolah Highway
- Chamran Highway
- Yadegar-e-Emam Highway
- Modares Highway
- Sadr Highway
- Ashrafi Esfahani Highway
- Sayad Shirazi Highway
- Tehran-Karaj Highway
- Tehran-Ghom Highway
- Tehran-Saveh Highway

## Province du Mazandaran
- Coastal Highway of Caspian Sea
- Sevad Kooh Highway (Sari-Tehran) certaines parties sont en construction
- Highway 62 (connecte Behshahr à Amol)

## Province d'Ispahan
- Autoroute Téhéran-Ispahan

## Province du Fars
- Autoroute Ispahan-Shiraz